# Ceresole Reale
Pour les articles homonymes, voir Ceresole et Reale.
Ceresole Reale (en français Cérisoles) est une commune italienne de 156 habitants située dans la ville métropolitaine de Turin, dans la région Piémont, dans le Nord-Ouest de l'Italie.

## Géographie
Ceresole Reale occupe la haute vallée de l'Orco, qui sépare le massif du Grand-Paradis et celui de la Levanna. Elle atteint son altitude maximum au point culminant de ce dernier massif, la Levanna Centrale (3 619 m).
Elle est limitrophe, à l'est, de la commune de Noasca, au sud, de celle de Groscavallo, toutes deux dans la province de Turin (Piémont), à l'ouest, des communes françaises de Val d'Isère et Bonneval-sur-Arc et au nord, des communes de Rhêmes-Notre-Dame et de Valsavarenche, dans la Vallée d'Aoste. Le col du Nivolet (2 612 m), sur le territoire de la commune et à la limite de la Vallée d'Aoste, est accessible par la route SP50, qui, en une vingtaine de kilomètres, franchit un dénivelé de près de 1 000 m, mais ne redescend pas vers la Vallée d'Aoste.

## Cyclisme
Le lac du Serru (2 247 m) sur la commune de Ceresole Reale accueille la 13e étape du Giro 2019 avec une ascension finale classée en première catégorie. Ilnur Zakarin remporta cette étape en échappée tandis que Mikel Landa réussissait à prendre du temps sur les autres favoris au classement général.

## Administration
Cérisoles fait partie de la Comunità Montana Valli Orco e Soana.
| Période                                  | Période  | Identité      | Étiquette          | Qualité |
| ---------------------------------------- | -------- | ------------- | ------------------ | ------- |
| 26 mai 2014                              | En cours | Andrea Basolo | Ceresole nel cuore |         |
| Les données manquantes sont à compléter. |          |               |                    |         |

### Communes limitrophes
Groscavallo, Noasca, Rhêmes-Notre-Dame, Valsavarenche